# 巴菁子
巴 菁子（ともえ せいこ、1942年12月8日 - ）は、日本の声優、女優。81プロデュース所属。東京都出身。

## 経歴
昭和学院・高等学校卒業。
以前はマールイ・プロダクション、江崎プロダクションに所属していた。

## 人物
声種はアルト。上品な母親から怖いおばあさん役まで幅広く演じる。
趣味・特技は小唄、狂言。

## 出演

### テレビアニメ
1975年
- フランダースの犬（ジョルジュの母、シスター）
- 勇者ライディーン（1975年 - 1976年、母親）

1977年
- まんが 花の係長

1979年
- ベルサイユのばら
- ルパン三世 (TV第2シリーズ)（1979年 - 1980年）

1980年
- 鉄腕アトム (アニメ第2作)（四部垣夫人）
- ニルスのふしぎな旅（子供）

1982年
- 魔法のプリンセス ミンキーモモ（チング）

1983年
- イタダキマン（ムーオ）
- ガジェット警部（海賊ペッグ）
- パーマン（カバオの母、ネコ、先生の母）

1985年
- おねがい!サミアどん（1985年 - 1986年、おばあちゃん 他）

1987年
- のらくろクン（大金夫人）
- Bugってハニー

1988年
- エスパー魔美（妻）
- 小公子セディ（クリスティン）
- ハーイあっこです（大里ユキエ）

1989年
- ミラクルジャイアンツ童夢くん（1989年 - 1990年、ドードの母）
- 青いブリンク（マダムグレイ）
- シティーハンター3（雪）
- パラソルヘンべえ（ゴリ太の母）

1990年
- おぼっちゃまくん
- 昆虫物語 みなしごハッチ（ラン）
- チンプイ（ムォーヤ、スネ美のママ）
- 魔法のエンジェルスイートミント（サフラン、おばあちゃん）
- 笑ゥせぇるすまん（1991年 - 1992年、加江利宅内の妻、ヨシコ）

1991年
- ちびまる子ちゃん（駄菓子屋のおばさん）
- YAWARA!（1991年 - 1992年、富士子の母）

1992年
- お〜い!竜馬（おたね）
- クッキングパパ（夢子の伯母）
- クレヨンしんちゃん（1992年 - 2006年、おばさん、花園、ウメコ、ヒナ子、ななこの母、店長）
- ツヨシしっかりしなさい（1993年 - 1994年、たばこ屋のお婆さん〈2代目〉、お婆さん）
- 炎の闘球児 ドッジ弾平（つとむの母）

1993年
- 忍たま乱太郎（1993年 - 2025年、食堂のおばちゃん、忍たま、町の女）
- ポコニャン!（菊の助の母 他）

1994年
- おまかせスクラッパーズ（婆や）
- SAMURAI SPIRITS 〜破天降魔の章〜（吾郎の母）
- とっても!ラッキーマン（です代の母）
- 七つの海のティコ（女主人）
- モンタナ・ジョーンズ（ハンス、ユンタイ）

1995年
- あずきちゃん（多胡先生の母）
- アニメ世界の童話（乳母）
- アリス探偵局（森のお婆さん）
- ロミオの青い空（ドナテラ）

1996年
- 快傑ゾロ（マルチナ）
- 逮捕しちゃうぞ（田中サユリ）
- 超者ライディーン（バーゲスト）
- ハーメルンのバイオリン弾き（老婆）
- るろうに剣心 -明治剣客浪漫譚-（鶴）

1997年
- 吸血姫美夕（老婆）
- 金田一少年の事件簿（当麻恵、冬木ウメ）

1998年
- 浦安鉄筋家族（三途乃川霊子）
- 時空転抄ナスカ（老婆）
- MASTERキートン（老婆）

1999年
- 週刊ストーリーランド（イネ）
- スージーちゃんとマービー（ナナおばさん、メープル）
- Bビーダマン爆外伝V（ろうばボン）
- モンスターファーム〜円盤石の秘密〜（老婆）

2000年
- おじゃる丸（政江）

2001年
- サラリーマン金太郎（中村加代）
- パラッパラッパー（ヒッポ先生）

2002年
- 十二国記（老婆）
- 真・女神転生Dチルドレン ライト&ダーク（食堂のおかみさん）
- わがまま☆フェアリー ミルモでポン!（おばあさん）

2003年
- 明日のナージャ（エドナ）
- GAD GUARD（エイダ）
- 高橋留美子劇場 人魚の森（祖母）
- ブラック・ジャック2時間スペシャル 〜命をめぐる4つの奇跡〜（老婆）
- LAST EXILE（ファット・チキン）

2004年
- 火の鳥（おばば）
- ふたりはプリキュア（木俣の祖母）

2005年
- GIRLSブラボー first season（女将）
- ブラック・ジャック（ツユ子の母）

2006年
- BLOOD+（老婆）
- 味楽る!ミミカ（アジマル・アマグリの母）
- よみがえる空 -RESCUE WINGS-（竹中夏江）

2007年
- 風の少女エミリー（キャサリン）
- きらりん☆レボリューション（女将）
- 銀魂（2007年 - 2008年、ばあや姉、お滝、お岩〈女将〉）
- レ・ミゼラブル 少女コゼット（マルグリット）

2008年
- 無限の住人（偽比丘尼）
- 名探偵コナン（龍尾盛代）

2009年
- 真マジンガー 衝撃!Z編 on television（菊ノ助）

2010年
- エレメントハンター（ライライ）
- 世紀末オカルト学院（大家、定食屋のおばちゃん）

2011年
- GOSICK -ゴシック-（カーミラ）

2016年
- 境界のRINNE（おばあさんの霊）

2017年
- 鬼平（甚右衛門の妻）
- 笑ゥせぇるすまんNEW（老小将）

2022年
- 終末のハーレム（谷口）

### 劇場アニメ
- はれときどきぶた（1988年）
- ダークサイド・ブルース（1994年、老婆）
- ドラえもん のび太の創世日記（1995年、ヒメミコ）
- MEMORIES「大砲の街」（1995年、女）
- 映画 忍たま乱太郎（1996年、食堂のおばちゃん[16]）
- 帰ってきたドラえもん（1998年、店員）
- も〜っと!おジャ魔女どれみ カエル石のひみつ（2001年、どれみの祖母）
- 劇場版アニメ 忍たま乱太郎 忍術学園 全員出動!の段（2011年、食堂のおばちゃん[17]）

### OVA
- 日本のおばけ話「きもだめしのばん」（1988年、茂吉の母）
- 銀河英雄伝説（1988年）
- イース（1989年、ジェバ＝ドバ）
- 華星夜曲（1989年、羽生侯爵夫人 / 燁子の母）
- 麻雀飛翔伝 哭きの竜 翔竜編（1989年、和子[18]）
- 夢枕獏 とわいらいと劇場 四畳半漂流記（1991年、ルシフェル）
- 世界の光 親鸞聖人（1992年、老婆）
- BASTARD!! -暗黒の破壊神-（1993年、オババ）
- 鬼切丸（1994年、母）

### ゲーム
- コズミック・ファンタジー4 銀河少年伝説 ―激闘編― 光の宇宙の中で…（1994年、モーラ）
- YAWARA!2（1994年）
- 謎王（1996年、雷知婆）
- ひざの上の同居人 〜Kitty on your lap〜（1999年、佐々木勝江〈大家〉）
- サラリーマン金太郎 THE GAME（2000年、中村加代）
- ガラクタ名作劇場 ラクガキ王国（2002年）
- 星のまほろば（2002年、占い師）
- アークザラッド 精霊の黄昏（2003年、ギド）
- コロッケ!DS 天空の勇者たち（2005年、オコゲ）
- ファイナルファンタジーXII（2006年、ゲルン王）

### ドラマCD
- ストリートファイターII -魔人の肖像-（1993年、老婆）
- CDシアター ドラゴンクエストVI（1996年、ブボール）

### 吹き替え

#### 映画
- アイ,ロボット（スプーナーの祖母）※フジテレビ版
- アウトランド
- いまを生きる（ニールの母、ダンベリー夫人）※ソフト版
- 依頼人（ママ・ラブ）※テレビ朝日版
- インディ・ジョーンズ/魔宮の伝説 ※ソフト版
- ウーマン ラブ ウーマン（アビー・ヘンリー〈マリアン・セルデス〉）
- ヴァイラス（エレイン・スペンサー〈ジェシカ・ウォルター〉）
- ウィロー（エスナ）※ソフト版
- ウォール街（不動産業者〈シルヴィア・マイルズ〉）※テレビ朝日版
- エイミー（エドナ・ハンコック）
- カリブの嵐（女主人）※テレビ朝日版
- クロコダイル・ダンディー2（アイダ）※フジテレビ版
- 刑事ニコ/法の死角（ローザ・トスカーニ）※テレビ朝日版
- 汚れなき瞳の中に（白いドレスの女性〈カレン・パウエル〉）
- 恋におぼれて（ナナ〈モーリン・ステイプルトン〉）
- コンドル（ラッセル夫人）※テレビ朝日旧録版
- ザ・フォッグ（コブリッツ夫人）※テレビ東京版
- シカゴ・コネクション/夢みて走れ
- ジム・ヘンソンのウィッチズ/大魔女をやっつけろ!（エルシー）
- ジャック・サマースビー（エスター）※ソフト版
- 13日の金曜日 PART3（サンチェス夫人）
- 正午から3時まで（エドナ）
- スピーシーズ 種の起源（病院の受付）※ソフト版
- ダーティファイター 燃えよ鉄拳（ロレッタ・クインス〈アン・ラムジー〉）
- タイタンの戦い（グライアイの魔女）※劇場公開版
- 太陽を抱いた月
- 007シリーズ
  - 007/ユア・アイズ・オンリー（ヤコバ・ブリンク）※TBS版
  - 007/オクトパシー（シェッツィ）※TBS版
  - ネバーセイ・ネバーアゲイン（シュラブランドのコック）※フジテレビ版
- チェンジリング（グレイ夫人〈フランシス・ハイランド〉）
- ツイン・ピークス/ローラ・パーマー最期の7日間（アイリーン）
- 月の輝く夜に（ナンシー）※ANA機内上映版、（ルーシー）※JAL機内上映版
- ディア・ハンター（スーパー店員）
- ドクター（ローリー）
- ドッグ・イン・パラダイス（ユリンカ）
- ドラゴン・ワールド（コズグローブ夫人）
- トワイライトゾーン/超次元の体験（ミセス・ワインスタイン）
- 長くつ下ピッピの冒険物語（メッサーシュミット）
- ナッシング・トゥ・ルーズ（バーサ・デヴィッドソン〈イルマ・P・ホール〉）
- バーチャル・ウォーズ（ドリー）
- 陪審員（リッジオ夫人）※日本テレビ版
- ハイスクール・ドリーム（ドクター・ヴェイダー〈メアリー・ウォロノフ〉）
- 遥かなる大地へ（モリー・ケイ）
- ハロウィン5 ブギーマン逆襲（パッツィ看護師）※VHS版
- 昼下りの決斗（ケイト）
- ブーメランのように（時計職人の妻）
- ファンハウス/惨劇の館（マダム・ジーナ〈シルヴィア・マイルズ〉）
- フェリーニのアマルコルド（ルチア）
- フォーエヴァー・ライフ/旅立ちの朝（マーナ〈ウーピー・ゴールドバーグ〉）
- フリーキー・フライデー（シュマウス夫人、ベンソン先生）
- プリティ・リーグ（ミス・カスバート）※ソフト版
- ヘル・レイザー（魔道士フィメール）
- ホーカス ポーカス（オリン先生〈キャスリーン・フリーマン〉）
- ホーム・アローン（ドラッグストア店員）※ソフト版
- ホーム・アローン3（ヘス〈マリアン・セルデス〉）※フジテレビ版
- ホワイトファング（ヘザー）※ソフト版
- マグダレーナ/美しき娼婦（村の中年女性）
- マッドマックス 怒りのデス・ロード（種を持つ老婆〈メリッサ・ジャファー〉）※劇場公開版
- マネー・ピット（エステル〈モーリン・ステイプルトン〉）※TBS版
- マンボ・キングス/わが心のマリア（エヴァリナ・モントーヤ〈セリア・クルス〉）
- ミスティック・リバー（エスター・ハリス〈ジェニー・オハラ〉）
- めまい（マッキトリックホテルの支配人）※BD版
- メラニーは行く!（パール・スムーター〈メアリー・ケイ・プレイス〉）
- わが心のボルチモア（ネリー・クリチンスキー）
- 罠にかかったパパとママ

#### ドラマ
- ER緊急救命室 シーズン11 #8（パール・ゲルリン〈ジェーン・ギャロウェイ・ハイツ〉）
- インディ・ジョーンズ/若き日の大冒険
- オン・ジ・エアー（エセル・シスル夫人〈ダイアナ・ベラミー〉）
- 主任警部モース ウッドストック行き最終バス（ケイン夫人）
- 小公女（パン屋の妻〈パッツィ・ローランズ〉）
- 地上最強の美女たち!チャーリーズ・エンジェル シーズン2 #3（オルガ）
- 超音速攻撃ヘリ エアーウルフ シーズン1 #6（シモンズ看護師）
- ツイン・ピークス（マーガレット・ランターマン）
- パパにはヒ・ミ・ツ
  - シーズン1 #23（レイチェル〈ウェンディ・ジョー・スパーバー〉）
  - シーズン2 #9（ルイーズの母）
- ふたりは友達? ウィル&グレイス（ロザリオ）
- フルハウス（アイリーン）
- ミス・マープル パディントン発4時50分（マダム・ジョリエ、エミー・キダー）
- 名探偵ポワロ ナイルに死す（サロメ・オタボーン）

#### アニメ
- おてんばソフィー（イボンヌ）
- Cathy（ジョイス）
- きつねと猟犬2 トッドとコッパーの大冒険（ゼルダ）
- ザ・シンプソンズ（エドナ・クラバーペル先生 他）
- 最強武将伝 三国演義（呉国太）
- SING/シング（ミーナの祖母）
- スターカム（アマンダ[18]）
- ティーンエイジ・ミュータント・ニンジャ・タートルズ（サワキ・ミヨコ〈シュレッダーの母〉）
- テディ・ラクスピンの冒険（伝説の語りべのオババ）
- とび★うおーず（アンナ）
- バッグス・バニーのぶっちぎりステージ
- パパはグーフィー
- ヘラクレス（老婦人）
- ポール・ポジション（メグ[18]）
- わんぱくダック夢冒険（ベンティナ・ビークリー）
  - ダックテイル・ザ・ムービー/失われた魔法のランプ

### テレビドラマ
- 新妻鏡
- 人妻

### 特撮
- 仮面ライダーX（母親）
- キカイダー01
- 超神ビビューン（クモンガの声）

### 人形劇
- こどもにんぎょう劇場
  - 「とらねことおしょうさん」
  - 「てんぐのかくれみの」（彦一の祖母）

### 舞台
- あかさたな
- 春の雪